# Cerro Caracol
Cerro Caracol är en ort i Mexiko.   Den ligger i kommunen San Felipe Usila och delstaten Oaxaca, i den sydöstra delen av landet, 300 km sydost om huvudstaden Mexico City. Cerro Caracol ligger 302 meter över havet och antalet invånare är 200.
Terrängen runt Cerro Caracol är varierad. Cerro Caracol ligger nere i en dal. Runt Cerro Caracol är det ganska glesbefolkat, med 42 invånare per kvadratkilometer. Närmaste större samhälle är San Felipe Usila, 1,7 km sydost om Cerro Caracol. I omgivningarna runt Cerro Caracol växer i huvudsak städsegrön lövskog.